# Pain Is So Close to Pleasure
Pain Is So Close to Pleasure – utwór brytyjskiego zespołu Queen z 1986 roku, wydany na singlu promującym album A Kind of Magic (1986). Tę soft rockową balladę napisali wspólnie Freddie Mercury i John Deacon. Na stronie B singla umieszczono piosenkę „Don't Lose Your Head”.
Utwór napisany został przez Deacona i Mercury’ego w oparciu o riff Briana Maya. Mercury śpiewa w tej piosence falsetem. 
Wersja z singla 7-calowego zawiera remiks utworu (nieco krótszy od oryginału), z kolei na singlu 12-calowym zamieszczono wersję rozszerzoną tego remiksu. Na stronie B singla umieszczono piosenkę „Don’t Lose Your Head”, której autorem był Roger Taylor. Jest jedną z trzech piosenek z albumu, które nie powstały na użytek filmu „Nieśmiertelny”

## Personel
- Freddie Mercury – śpiew, fortepian, syntezator
- Brian May – gitara prowadząca
- Roger Taylor – perkusja
- John Deacon – gitara basowa, gitara rytmiczna, syntezator, automat perkusyjny
- Spike Edney - syntezator

## Listy przebojów
| Kraj   | Lista                          | Pozycja | Źr.   |
| ------ | ------------------------------ | ------- | ----- |
| BE-VLG | Ultratop 50 Singles (Flandria) | 27      | [ 6 ] |
| NL     | Single Top 100                 | 43      | [ 7 ] |
| DE     | Single Top 100                 | 57      | [ 8 ] |